# لنز سونی پلنار تی* ۸۵میلی‌متر اف/۱٫۴ زدای

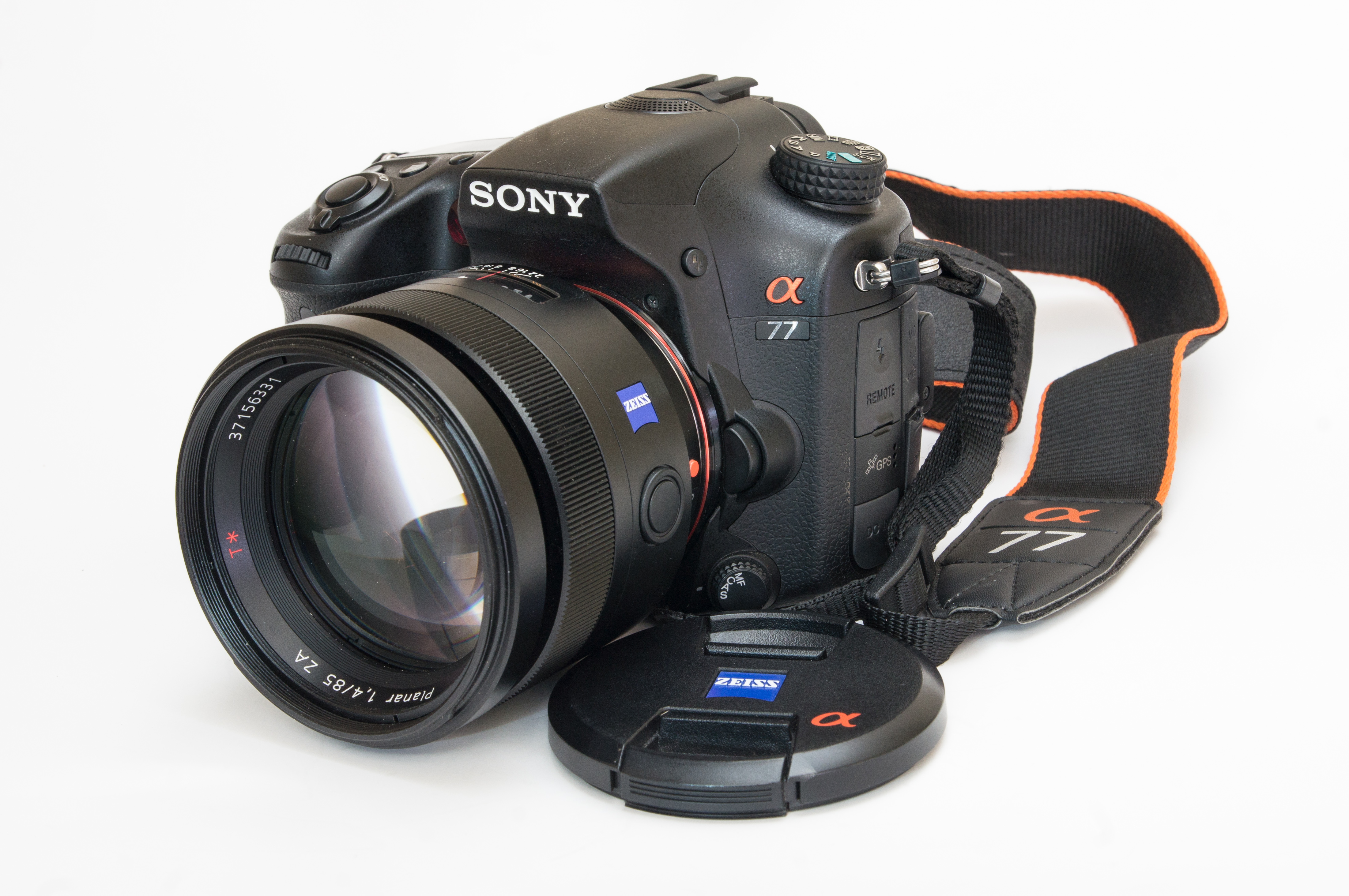
عکسی از لنز سونی پلنار تی
سونی پلنار تی
لنز سونی پلنار تی* ۸۵میلی‌متر اف/۱٫۴ زدای (به انگلیسی: Sony Planar T* 85mm f/1.4 ZA lens) نام لنز دوربین عکاسی از نوع ثابت است که توسط شرکت سونی، کارل زایس تولید می‌شود. فاصلهٔ کانونی این لنز ۸۵ میلی‌متر، دیافراگم آن دارای ۹ تیغه و ضریب اف آن اف ۱٫۴ تا اف ۲۲ است. این لنز در ۱۹آوریل ۹۱ میلادی تولید و عرضه شده‌است.